# Puig Cabrers
El Puig Cabrers és una muntanya de 1.159,5 metres que fa de límit dels termes comunals de Prats de Molló i la Presta i el Tec, tots dos de la comarca del Vallespir, a la Catalunya del Nord.
Es troba al límit occidental del terme del Tet, i a l'oriental del de Prats de Molló i la Presta, al sud del Coll de Sous.